# دی الکتریک مایع
دی الکتریک مایع یک ماده دی الکتریک در حالت مایع است. هدف اصلی آن جلوگیری یا کوئنچ کردن سریع تخلیه الکتریکی است. مایع‌های دی الکتریک به عنوان عایق الکتریکی در کاربردهای ولتاژ بالا، برای مثال ترانسفورماتور، خازن، کابل‌های فشار قوی، و تابلو برق (یعنی تابلو برق فشار قوی) استفاده می‌شود. عملکرد آن ایجاد کردن عایق الکتریکی، فرونشاندن برق و قوس الکتریکی، و به عنوان خنک‌کننده است.
یک دی الکتریک مایع خوب باید استحکام دی الکتریک بالا، پایداری حرارتی و بی اثری بالا در برابر مصالح ساختمانی مورد استفاده، غیرقابل اشتعال و سمیت کم، هم چنین خواص انتقال حرارت خوب و هزینه کم داشته باشد.
دی الکتریک‌های مایع خاصیت خودترمیم شوندگی دارند. هنگامی که یک خرابی الکتریکی رخ می‌دهد، کانال تخلیه یک اثر رسانای دائمی در سیال باقی نمی‌گذارد.
خواص الکتریکی به شدت تحت تأثیر گازهای محلول (مثلا اکسیژن یا دی‌اکسید کربن)، گرد و غبار، الیاف، و به خصوص ناخالصی‌های یونی و رطوبت است. تخلیه الکتریکی ممکن است باعث تولید ناخالصی‌هایی شود که عملکرد دی الکتریک را کاهش می‌دهد.
چند نمونه از مایعات دی الکتریک عبارتند از روغن ترانسفورماتور، پرفلوروآلکان‌ها و آب تصفیه شده.
مروری بر دی الکتریک‌های مایع معمول
| نام                     | ثابت دی الکتریک | حداکثر قدرت شکست (MV⁄cm) | خواص |
| ----------------------- | --------------- | ------------------------ | --- |
| روغن معدنی              |                 | 1.0                      | قابل اشتعال نوع رایج روغن ترانسفورماتور. |
| n - هگزان               |                 | 1.1-1.3                  | قابل اشتعال در برخی از خازن‌ها استفاده می‌شود. |
| n - هپتان               |                 |                          | قابل اشتعال |
| استر طبیعی روغن کرچک    | ۴٫۷             |                          | ثابت دی الکتریک بالا قابل اشتعال روغن کرچک تصفیه شده و خشک شده در برخی از خازن‌های ولتاژ بالا استفاده می‌شود.                                        |
| استر مصنوعی Hatcol 5005 | ۳٫۲             |                          | ثابت دی الکتریک بالا مقاوم در برابر آتش. جایگزینی PCB زیست تخریب پذیر. سیالیت دمای پایین                                                           |
| روغن سیلیکون            | ۲٫۳–۲٫۸         | 1.0-1.2                  | گران تر از هیدروکربن‌ها کمتر قابل اشتعال |
| فلورینرت FC-72          | 1.75            | > 0.16                   | گران تر از هیدروکربن‌ها غیرقابل اشتعال و غیر سمی پتانسیل بالای گرمایش جهانی نقطه جوش ۵۶ درجه سانتی گراد                                             |
| Novec 649               | 1.8             | > 0.16                   | گران تر از هیدروکربن‌ها غیرقابل اشتعال و غیر سمی پتانسیل پایین گرمایش جهانی نقطه جوش ۴۹ درجه سانتی گراد.                                            |
| Novec 7100              | 7.4             | > 0.01                   | گران تر از هیدروکربن‌ها Dk بالاتر در مقایسه با سایر پرفلوروآلکانها. غیرقابل اشتعال و غیر سمی پتانسیل پایین گرمایش جهانی نقطه جوش ۶۱ درجه سانتی گراد |
| بی فنیل‌های پلی کلره     |                 |                          | قبلا در ترانسفورماتورها و خازن‌ها استفاده می‌شد. آلاینده آلی پایدار، سمی، اکنون به تدریج حذف شده‌است. قابلیت اشتعال کم                                |
| آب خالص                 | 78              |                          | ظرفیت حرارتی بالا، خواص خنک‌کنندگی خوب. رسانایی الکتریکی پایین وقتی که فاقد یون باشد.                                                               |
| بنزن                    | 2.28            | 1.1                      | سمی، قابل اشتعال. |
| اکسیژن مایع             |                 | ۲٫۴                      | برودتی. بسیار قابل اشتعال با مواد قابل احتراق. |
| نیتروژن مایع            | 1.43 : ۴۹۸      | 1.6-1.9                  | برودتی. به عنوان خنک‌کننده با بسیاری از سنسورهای دمای پایین و ابررساناهای با دمای بالا استفاده می‌شود.                                               |
| هیدروژن مایع            |                 | 1.0                      | برودتی. قابل اشتعال |
| هلیوم مایع              |                 | 0.7                      | برودتی. با ابررساناها استفاده می‌شود. |
| آرگون مایع              |                 | 1.10-1.42                | برودتی. |